# Берёзовское (озеро, Сенненский район)
Берёзовское (бел. Бяро́заўскае) — озеро в Сенненском районе Витебской области Белоруссии в бассейне Западной Двины.
Площадь поверхности озера 2,6 км², длина 5,1 км, наибольшая ширина 1,05 км. Наибольшая глубина озера достигает 15,8 м, средняя глубина — 5,8 м. Длина береговой линии 18,9 км, площадь водосбора — 25,8 км².
Озеро расположено в 10 км к востоку от города Сенно. На северо-западном берегу озера располагается деревня Берёзки, на восточном — Заозёрье, на южном — Рассвет и Студёнка. На западном берегу озера находится исток реки Берёзка, в озеро впадают несколько ручьёв. На севере узкой короткой протокой соединено с озером Добрино.
Озеро имеет сильно вытянутую с северо-запада на юго-восток форму. Береговая линия сильно извилистая, есть ряд полуостровов и островов. Зарастает около 26 % площади озера. Подводная растительность распространяется на расстоянии до 50 м, надводная до 150 м от берега озера.
Котловина озера ложбинного типа. Склоны котловины высотой 2-8 м, поросшие кустарником, в верхней части распаханные. Берега низкие, заболоченные, на юго-востоке высокие, поросшие кустарником. Дно с впадинами и мелями, вдоль берегов песчаное, глубже выстлано сапропелем. На озере 4 острова общей площадью 3,8 га.
В озере водятся щука, лещ, плотва, судак, налим, карп, линь, окунь, карась, краснопёрка, уклейка и другие виды рыб, а также раки.